# Crocus suaveolens
Crocus suaveolens är en irisväxtart som beskrevs av Antonio Bertoloni. Crocus suaveolens ingår i släktet krokusar, och familjen irisväxter. Inga underarter finns listade i Catalogue of Life.